# Théorie des corps élancés
 (février 2021).
La mise en forme du texte ne suit pas les recommandations de Wikipédia : il faut le « wikifier ».
Les points d'amélioration suivants sont les cas les plus fréquents. Le détail des points à revoir est peut-être précisé sur la page de discussion.
- Les titres sont pré-formatés par le logiciel. Ils ne sont ni en capitales, ni en gras.
- Le texte ne doit pas être écrit en capitales (les noms de famille non plus), ni en gras, ni en italique, ni en « petit »…
- Le gras n'est utilisé que pour surligner le titre de l'article dans l'introduction, une seule fois.
- L'italique est rarement utilisé : mots en langue étrangère, titres d'œuvres, noms de bateaux, etc.
- Les citations ne sont pas en italique mais en corps de texte normal. Elles sont entourées par des guillemets français : « et ».
- Les listes à puces sont à éviter, des paragraphes rédigés étant largement préférés. Les tableaux sont à réserver à la présentation de données structurées (résultats, etc.).
- Les appels de note de bas de page (petits chiffres en exposant, introduits par l'outil «  Source ») sont à placer entre la fin de phrase et le point final[comme ça].
- Les liens internes (vers d'autres articles de Wikipédia) sont à choisir avec parcimonie. Créez des liens vers des articles approfondissant le sujet. Les termes génériques sans rapport avec le sujet sont à éviter, ainsi que les répétitions de liens vers un même terme.
- Les liens externes sont à placer uniquement dans une section « Liens externes », à la fin de l'article. Ces liens sont à choisir avec parcimonie suivant les règles définies. Si un lien sert de source à l'article, son insertion dans le texte est à faire par les notes de bas de page.
- La présentation des références doit suivre les conventions bibliographiques. Il est recommandé d'utiliser les modèles {{Ouvrage}}, {{Chapitre}}, {{Article}}, {{Lien web}} et/ou {{Bibliographie}}. Le mode d'édition visuel peut mettre en forme automatiquement les références.
- Insérer une infobox (cadre d'informations à droite) n'est pas obligatoire pour parachever la mise en page.

Pour une aide détaillée, merci de consulter Aide:Wikification.
Si vous pensez que ces points ont été résolus, vous pouvez retirer ce bandeau et améliorer la mise en forme d'un autre article.
 (février 2021).
La théorie de Munk (Munk theory) ou théorie des corps élancés (slender bodies theory) est un modèle visant à expliquer le comportement aérodynamique d’un corps élancé en incidence dans des fluides non visqueux. Plutôt que de se concentrer sur la trajectoire des particules du fluide, cette théorie modélise les échanges de quantité de mouvement entre le corps élancé et le fluide traversé.
Émise en 1921 par Max M. Munk dans un rapport historique du National Advisory Committee for Aeronautics, la théorie de Munk conduira à d'importants progrès, notamment dans le calcul de la stabilité aérodynamique des fusées et des missiles en déplacement dans l'atmosphère,.
Pour démontrer sa théorie, Munk se base sur l'observation que les dirigeables, alors largement utilisés, doivent déplacer une masse d’air considérable pour se frayer un passage à travers l’atmosphère. En s'appuyant sur la deuxième loi de Newton, il estime les forces impliquées dans ce déplacement massif d'air, permettant ainsi de modéliser les efforts aérodynamiques en jeu.

## Principes et hypothèses
Munk, en s’en tenant à l’observation des échanges de quantité de mouvement entre les dirigeables et l’air environnant, a dégagé une méthode de calcul, simple, des efforts de l’air déplacé en réaction à ce déplacement, appliquée aux dirigeables.

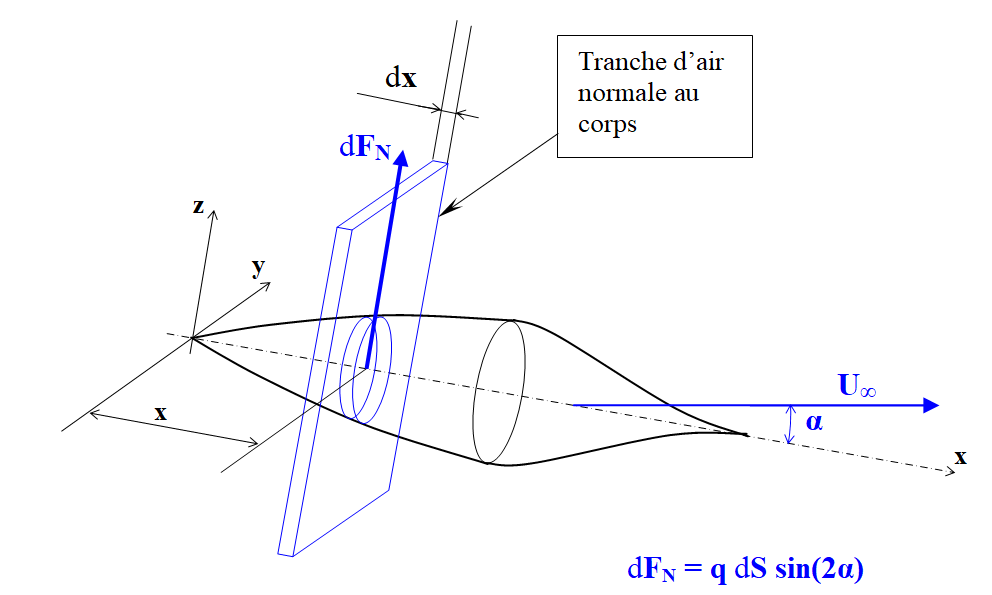
Force normale sur une tranche de corps élancé en légère incidence.

### Notion de corps élancé
Munk définit un corps élancé comme présentant une pente locale faible par rapport à son axe géométrique — ce qui signifie que les variations de son diamètre par rapport à sa longueur sont faibles. Sa surface extérieure présente ainsi un angle faible par rapport au vent relatif (vitesse relative du fluide en amont du corps à incidence nulle). Une autre définition d’un corps élancé consiste à dire que l’évolution de sa section frontale est suffisamment progressive le long de son grand axe, de sorte qu’il ne provoque ni sous-vitesse ni survitesse significative de l’écoulement à sa surface.
Munk divise ensuite l’air environnant ce corps élancé en tranches normales à son axe, en supposant que l’air est non visqueux.
Une fois cette hypothèse posée, Munk s'intéresse à ce qui se passe dans l’air d’une de ces tranches élémentaires lorsque le corps se déplace d’une longueur élémentaire dx correspondant à son épaisseur. Il considère que les mouvements d’air dus à l’avancée du corps se produisent uniquement à l’intérieur de cette tranche d’air, c'est-à-dire sous forme d’un écoulement bidimensionnel (2D) dans cette tranche. Cela suppose implicitement que le flux d'air généré par chaque tranche n'affecte pas les autres tranches, ce qui est valable si le corps est suffisamment élancé et si ses sections ne varient pas brusquement,,.
À l'issue de ces réflexions, Munk a calculé que l’effort normal élémentaire suscité par l’incidence sur la tranche du corps dessinée ci-dessus est :
{\displaystyle dF_{N}=q\,\mathrm {d} S\,\sin(2\alpha )}
libellé où q est la pression dynamique de l’écoulement, dS est la variation de section du corps élancé sur l’épaisseur de la tranche, et α l’incidence.
Pour les petites incidences (inférieures à 10°), le sinus peut évidemment être pris comme égal à l'angle en radians, ce qui donne :
{\displaystyle dF_{N}=2\;q\;\mathrm {d} S\;\alpha .}

### Exploitations pratiques de ce résultat

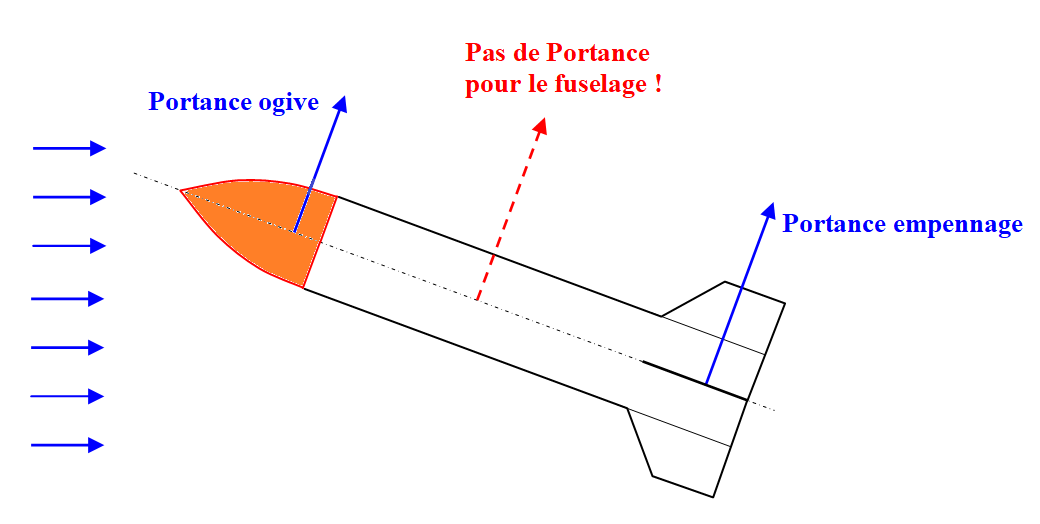
Visualisation de l'absence de portance normale de la partie cylindrique du fuselage, telle que prédite par la théorie des corps élancés.

Lorsque la section du corps reste constante (comme la partie cylindrique médiane d’un dirigeable ou le fuselage de fusée), la force normale de toutes les tranches concernées est nulle. Cette nullité de la portance des parties cylindriques d’un corps semble paradoxale ; par exemple sur l'image ci-contre, il n’est pas naturel de penser que le fuselage cylindrique, bien que placé en incidence par rapport au vent, ne développe pas de portance.
Pourtant ce constat est assez bien vérifié par les mesures en soufflerie, même si les parties cylindriques des fuselages produisent quand-même, aux petits angles d’incidence, une faible portance normale linéaire, (voir plus bas à ce sujet la section déroulante "La vraie valeur du {\displaystyle C_{n\alpha }} des parties cylindriques" ainsi que les articles Stabilité aérodynamique de la fusée et Rapport des Barrowman).
Une deuxième remarque importante est que lorsque l’accroissement {\displaystyle dS} de la section élémentaire du corps élancé est positif, la force normale élémentaire est aussi positive (ce qui correspond à une force vers le haut sur les images ci-contre où les corps ont une incidence vers le haut).
Dans le cas inverse (accroissement dS négatif) la force normale élémentaire est négative (ce qui est très contre-intuitif).
L’intégration des efforts normaux élémentaires au long d’une ogive de fusée, par exemple, résulte donc en une force normale positive (image ci-dessus). Ce qui implique que lorsqu'une fusée prend de l’incidence, la force normale qui naît sur l’ogive crée un moment d’instabilité par rapport au centre des masses de la fusée (si celui-ci est situé, comme généralement, très en arrière de l'ogive).
De même, la partie avant d'un dirigeable (son ogive) développe pour une incidence positive (vers le haut) une force normale positive (vers le haut).

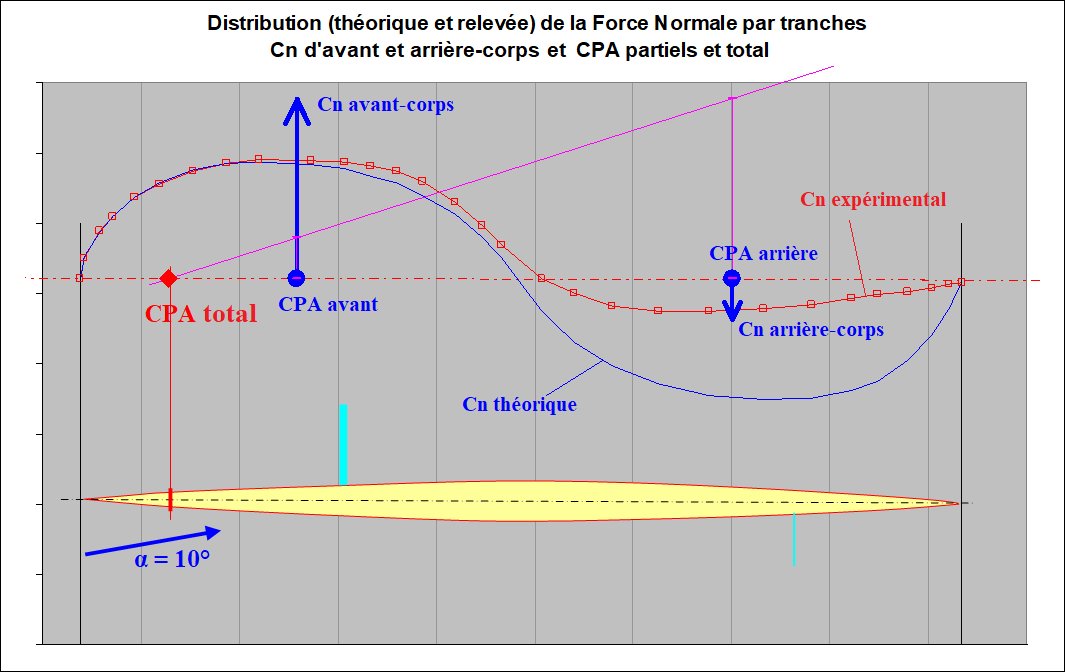
CPA avant arrière et total d'un corps 3D à deux pointes, Hoener Lift, 19-3, fig. 3

Par contre, la partie arrière d'un dirigeable, du fait que ses sections normales décroissent, développe une portance négative (une déportance). Cette déportance de la partie arrière du dirigeable, en combinaison avec la portance de la partie avant, va créer un moment déstabilisateur (parfois nommé moment de Munk), moment qui va tendre à augmenter l'incidence du dirigeable (c.-à-d. que si une perturbation atmosphérique place le dirigeable en légère incidence, cette incidence ne va faire que croître jusqu'à placer le dirigeable en travers du vent de sa vitesse).
Sur l'image ci-contre, la portance des tranches normales d'un corps à double pointes est représentée par la courbe bleue d'après la théorie des corps élancés. En rouge à marques carrées est la courbe des portances des tranches normales réellement mesurées. Les deux vecteurs bleus représentent la portance de l'avant-corps et la déportance de l'arrière-corps tirées de ces mesures (par intégration). On note que cette dernière déportance mesurée est nettement plus faible que la déportance prédite par la théorie des corps élancés.
Appliquée à un corps élancé se terminant par une pointe arrière, la théorie des corps élancés promet en effet une déportance de l'arrière-corps de même module que la portance d'avant-corps. Ces deux forces se composent alors pour créer :
- d'une part une résultante nulle (le corps ne développe donc théoriquement aucune portance lorsqu'il est placé en incidence) ;
- d'autre part le fameux moment de déstabilisation déjà évoqué (ou moment de Munk). Le centre de portance aérodynamique[10] d'un tel corps élancé à pointe arrière se trouve projeté à l'infini avant. Nous verrons plus loin que, d'après les mesures en soufflerie, ce centre de portance, ne se trouve pas à l'infini avant mais quand-même très en avant des corps (dans l'image ci-contre, portance de l'avant-corps et déportance de l'arrière-corps sont composés graphiquement pour dessiner le Centre de portance aérodynamique mesuré du corps). La même composition de ces forces résulte également en une portance (ce qui est vérifié par la portance que développent les dirigeables lorsqu'ils prennent de l'incidence).

Les résultats de la théorie des corps élancés furent très tôt utilisés pour des corps plus véloces que les dirigeables : les fusées (voir l’article Rapport des Barrowman). Dans l’un de ses textes, H. Julian Allen (qui allait étendre la théorie des corps élancés de Munk aux grandes incidences et aux fluides visqueux) précise d’ailleurs à ce sujet, citant Tsien : « les antiques théories potentielles donnant la répartition de la portance sur les dirigeables sont encore applicables à de tels corps même dans un flux supersonique, pourvu que ces corps soient élancés et à faible incidence. »

## Confrontation de la théorie avec les mesures expérimentales

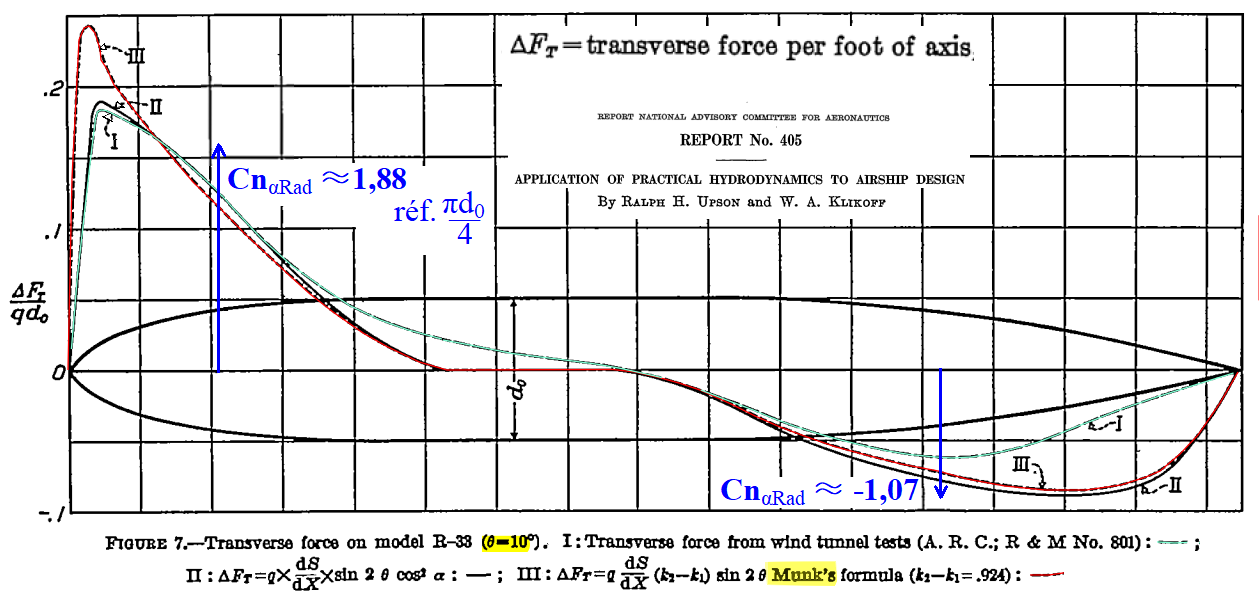
Distribution des forces normales sur le dirigeable britannique R-33 à 10° d'incidence

Bien que le raisonnement de Munk fasse appel à beaucoup d’hypothèses simplificatrices, les mesures en soufflerie donnent des résultats tout à fait en accord avec la théorie des corps élancés (surtout pour les avant-corps).
Ainsi, l'image ci-contre compare la distribution des forces normales mesurée sur un modèle de dirigeable à 10° d'incidence (en vert clair) avec la distribution déterminée par la Théorie des corps élancés (en rouge). Pour la partie avant du dirigeable, l'accord est assez bon (sauf au point d'arrêt).
De sorte que les calculs de stabilité aérodynamique des fusées sont toujours basés sur ladite théorie (et même, pour les fusées d'amateurs, dans sa version la plus simple). Deux exemples parlants, à ce sujet, sont la force normale développée par une ogive de fusée et le point d’application de cette force normale : les fuséistes amateurs considèrent la force normale développée par l’ogive comme valant toujours {\displaystyle 2\;q\;\alpha \;S_{og}} (si {\displaystyle q} est la pression dynamique de l'écoulement, {\displaystyle \alpha } l'incidence de la fusée en radians et {\displaystyle S_{og}} la section maximale de l'ogive. Ce qui signifie que le coefficient de force normale {\displaystyle C_{n}} de l'ogive est {\displaystyle 2} (en référence à la section maximale de l'ogive et par radian), ceci pour des ogives de toutes les formes, y compris l'ogive plate (ou l'absence d'ogive qui donne une tête plate à la fusée) (voir plus bas).

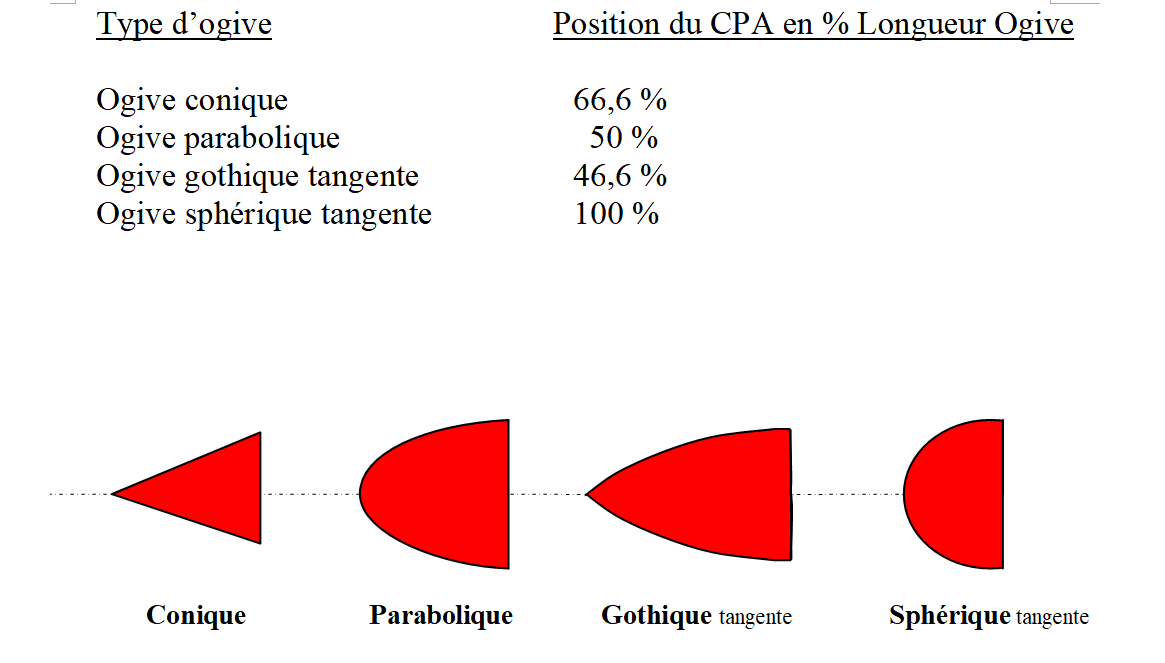
Position du CPA des ogives de fusées.

De même, le point d'application de la force normale développée par une ogive est remarquablement bien déterminé par la théorie des corps élancés (la position de cette force normale est donnée dans l'image ci-contre).
D'une façon générale, la position relative de la force normale développée par l'ogive (position nommée XCPA) est donnée par l'équation :
{\displaystyle {\frac {XCPA_{og}}{L_{og}}}=1-{\frac {Vol_{og}}{L_{og}S_{og}}}}
{\displaystyle Vol_{og}}, {\displaystyle S_{og}} et {\displaystyle L_{og}} étant le volume, la section maximale et la longueur de l'ogive (cette équation n'est pas donnée dans le rapport des Barrowman mais dans un rapport suivant de James S. Barrowman seul,).

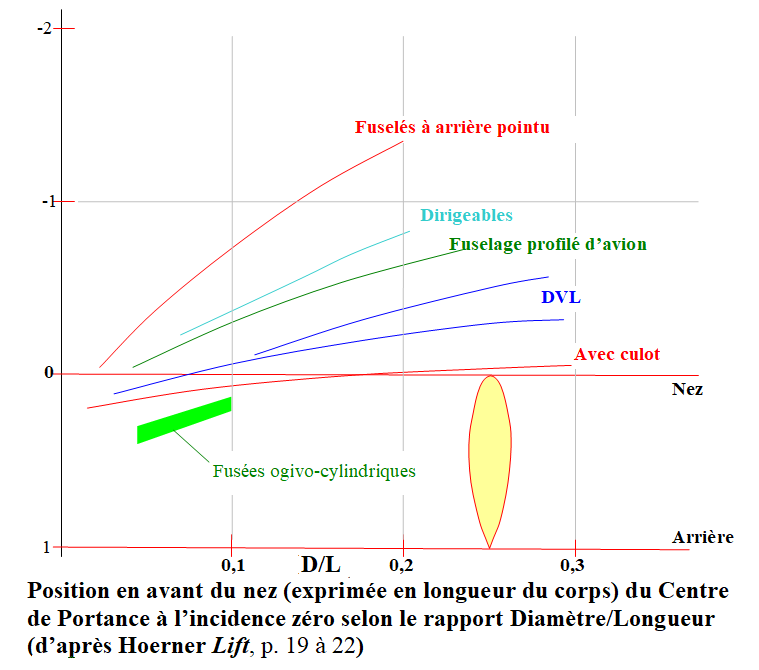
Panorama des Centres de Portance de divers types de corps profilés.

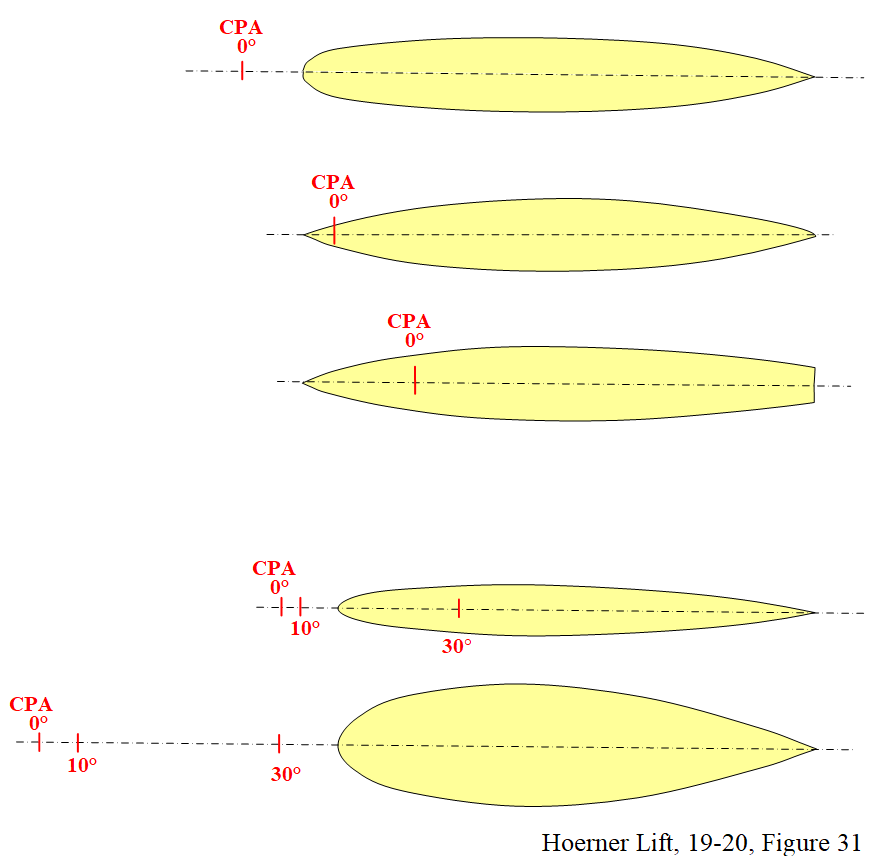
CPA de corps profilés selon Hoerner Lift, 19-20 fig. 31.

En ce qui concerne les arrière-corps, les prédictions de la théorie des corps élancés se montrent moins précises (on l'observe sur la première image de cette section où la déportance arrière est, en ordre de grandeur, la moitié de la portance avant alors que la Théorie des corps élancés la prédit égale à la portance avant). La raison en est que cette théorie ne prend pas en compte l’épaisseur de la couche Limite sur la partie arrière des corps profilés (couche limite qui devient très importante, en comparaison avec son épaisseur sur la partie avant). De sorte que le moment de déstabilisation d'un corps profilé est plus faible que prédit par la théorie.
Une façon d'estimer la déstabilisation d'un corps profilé en incidence est de s'intéresser à son Centre de portance aérodynamique (nommé CPA sur l'image ci-contre à droite et Centre de portance sur l'image ci-contre à gauche) , : on observe alors que ce CPA est toujours très en avant des corps profilés à faible incidence, parfois même à plus d'une longueur de corps en avant de leur pointe avant (voir à ce sujet l'article Corps de moindre traînée).
L'image de gauche, d'après Hoerner, donne un panorama des Centres de portance (ou CPA) de divers types de corps profilés courants.

### Cas particuliers de corps non élancés

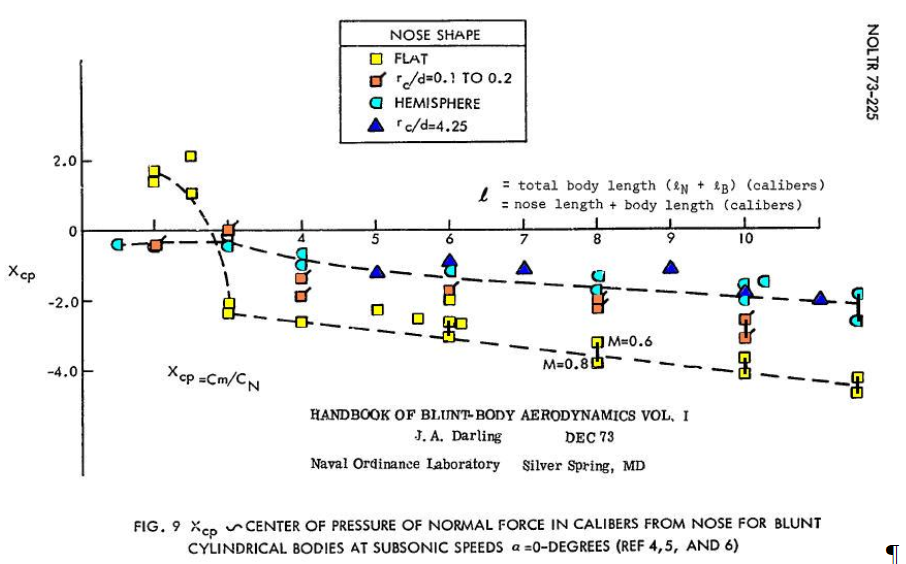
Point d'application de la portance normale de divers corps ogivo-cylindriques.

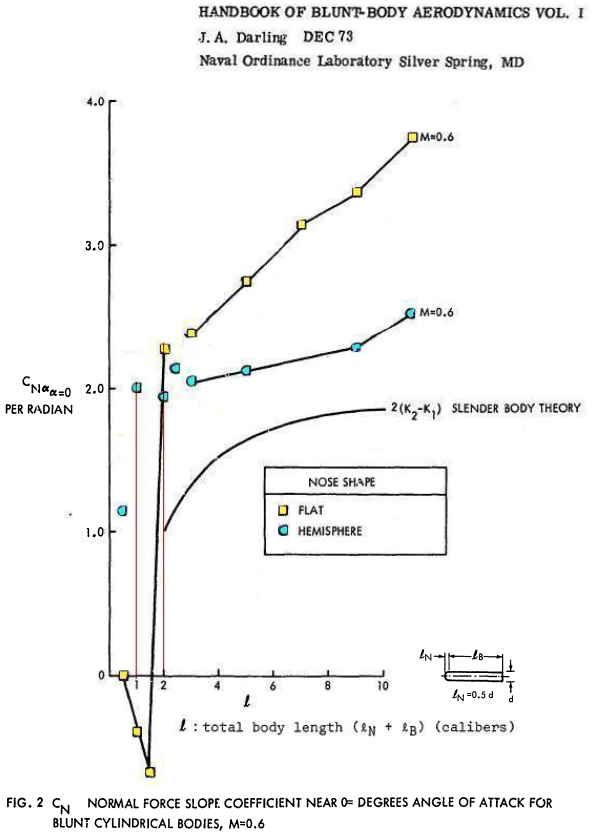
Cnα de la tête plate et hémisphérique selon la longueur de la partie cylindrique qui suit, d'après Darling

L'ogive plate (l'absence d'ogive) ou l'ogive hémisphérique ne sont en rien des corps élancés. Si ces deux ogives très particulières peuvent être considérées comme développant, en ordre de grandeur, un coefficient de force normale d'environ 2 (par radian et en référence à leur section maximale, soit la section de la partie cylindrique qui les suit) (image ci-contre à gauche), le point d'application de cette force normale ne peut être donné par la théorie de Munk.

Pour l'ogive hémisphérique, la logique, comme les données expérimentales recueillies en soufflerie (marques bleu clair sur l'image ci-contre à droite), indiquent que le point d'application de la portance de l'ogive hémisphérique se place en son centre géométrique (donc au centre de sa section maximale),.
Quant à l'ogive en tête plate, les mesures en soufflerie placent le point d'application de sa portance notablement en arrière d'elle-même. En tant que disque présenté à l’écoulement, en effet, la tête plate a ceci de particulier qu’elle ne présente aucune surface orientée de façon à transformer une sur- ou sous-pression en force normale. En elle-même, elle ne peut donc développer aucune portance normale. Par contre, toujours pour les faibles incidences, la partie cylindrique du fuselage qui la suit est l’objet d’une forte portance normale, (ce qui donne un Cnα de l’ordre de 2,5 par radian, en référence à la section du fuselage cylindrique),,. Plus curieusement encore, le point d’application de cette portance normale peut être en arrière de la tête plate de 0,5 à 2,5 diamètres de fuselage.

### Évolution de la théorie des corps élancés

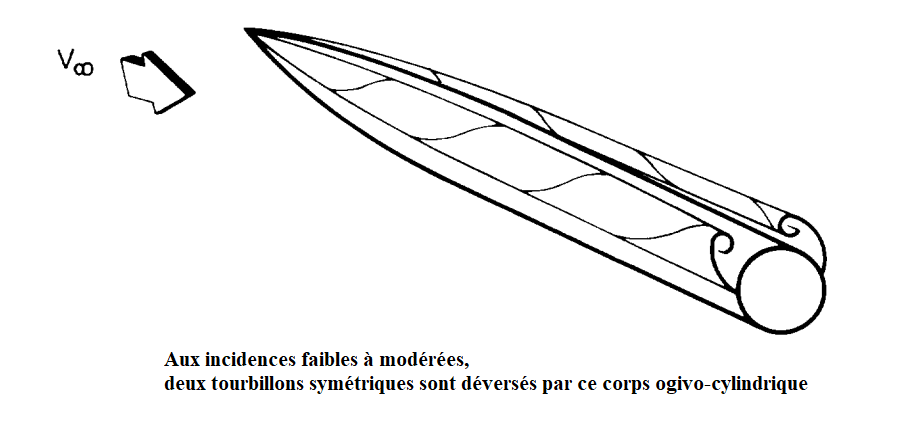
Déversement de tourbillons par un corps ogivo-cylindrique aux faibles incidences, d'après Jorgensen

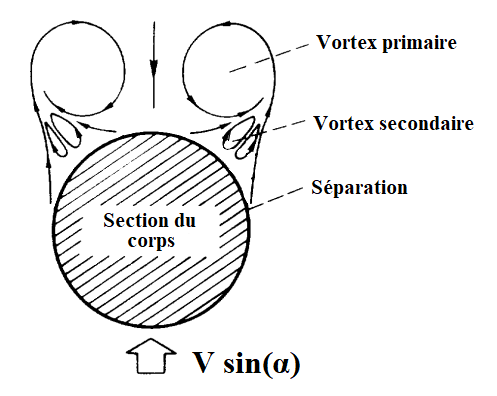
Lâché de tourbillons par un corps ogivo-cylindrique aux faibles incidences.

S'appuyant sur les travaux d'autres chercheurs, H. Julian Allen (bientôt accompagné de Edward W. Perkins) a mis en forme une extension aux fluides visqueux (ou réels) de la Théorie des corps élancés de Munk. Dans cette extension, on considère que chaque tranche normale du corps développe, en plus de la force normale dégagée par la Théorie de Munk, une force normale tourbillonnaire naissant du {\displaystyle C_{x}} traversier appliqué à cette tranche (cette tranche étant donc assimilée à une tranche de cylindre de même élancement que le corps, au premier régime dans les cas les plus simples (image de droite), la vitesse de cette même tranche étant {\displaystyle V\sin(\alpha )} si {\displaystyle V} est la vitesse de l'écoulement et {\displaystyle \alpha } l'incidence du corps. De fait, les observations d'écoulements sur les corps élancés (image de gauche) dévoilent l'existence de deux nappes tourbillonnaires, ces tourbillons étant relâchés périodiquement dans le sillage desdits corps.
Dans le cas simple d'une fusée ogivo-cylindrique en subsonique, par exemple, le {\displaystyle C_{n}} total peut alors être approché par la formule :
{\displaystyle C_{n}=\sin(2\alpha )+1,2\;\eta \;{\frac {S_{p}}{S_{og}}}\sin ^{2}(\alpha )}
Dans ce libellé, le premier terme après le signe égal est bien sûr celui déterminé par la théorie des corps élancés ;
{\displaystyle \alpha } est l'angle d'incidence (en radians);
{\displaystyle \eta } le coefficient donné par la courbe de Goldstein ou celle du NACA RM A50L07, l'élancement du cylindre étant pris comme celui de la fusée, ;
{\displaystyle S_{p}} est la surface projetée du corps sur un plan parallèle à son grand axe ;
et {\displaystyle S_{og}} est la surface maximale de l'ogive qui sert ici de référence au {\displaystyle C_{n}}.
Le coefficient {\displaystyle 1,2} apparaissant dans ce libellé est le {\displaystyle C_{x}} traversier du cylindre infini en régime sous-critique (ou Premier régime). Il peut être adopté tant que le Nombre de Reynolds diamétral et le Mach transverse, tous deux basés sur la même vitesse transverse {\displaystyle V\sin(\alpha )}, sont inférieurs à respectivement 180 000 et Mach 0,3 ou 0,4 (selon la précision requise). C'est cette plage de {\displaystyle C_{x}=1,2} (en fonction du Reynolds et du Mach) que l'on voit sur le graphe 1.

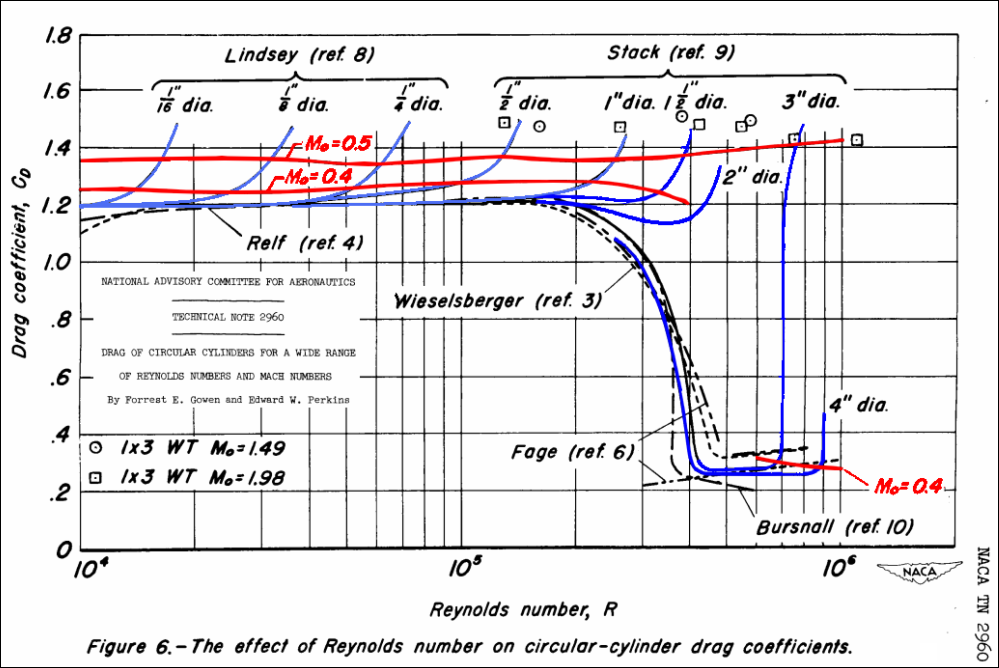
Graphe 1

L'extension d'Allen et Perkins permet de prédire, avec prudence, le comportement, pour toutes les incidences possibles, de corps de révolution ou même de sections non circulaires.
Aux vitesses supersoniques et pour les élancements supérieurs à 6, l'effet de l'élancement du corps peut être négligé, c.-à-d. qu'on peut prendre {\displaystyle \eta =1} (mais le {\displaystyle C_{x}} traversier du cylindre infini est très variable avec le Mach et bien supérieur à {\displaystyle 1,2}.)